# 에가와 겐키
에가와 겐키(일본어: 江川 慶城, 2000년 4월 2일~)는 일본의 축구 선수이다.

## 구단 경력
그는 2019년 J2리그의 교토 상가 FC에 입단했다. 2021년 일본 풋볼 리그의 이와키 FC로 이적했다. 2021년 일본 풋볼 리그 우승으로 J3리그로 승격했다. 2022년 J3리그 우승으로 J2리그로 승격했다. 2023년까지 46경기에 출전하여, 1득점을 넣었다. 2024년 J3리그의 FC 오사카로 이적했다. 2024년 7월 테게바자로 미야자키로 이적했다.